# Viktor Durasovic
Viktor Durasovic (* 19. März 1997 in Trondheim) ist ein norwegischer Tennisspieler.

## Karriere
Auf der Junior Tour konnte Viktor Durasovic, der einen serbischen Ursprung hat, gute Resultate erzielen. Er spielte bei allen vier Junior-Grand-Slam-Turnieren mindestens einmal. Im Doppel stand er 2014 bei den US Open im Halbfinale. Im Einzel kam er 2015 in Wimbledon ins Achtelfinale. Insgesamt erreichte er Anfang 2015 mit dem 32. Rang seine beste Notierung in der Jugend-Rangliste.
Noch im selben Jahr spielte er einige Turniere auf der drittklassigen ITF Future Tour der Profis und konnte seine ersten zwei Titel im Einzel sowie seinen ersten Doppeltitel gewinnen. Sein erstes Profijahr beendete er innerhalb der Top 500. Nach einem schwächeren Jahr 2016, gewann er 2017 abermals zwei Futures und beendete das Jahr mit Platz 410 am bislang höchsten. 2018 gewann er keinen Titel, konnte auf der höher dotierten ATP Challenger Tour in Ningbo aber das erste Mal ein Viertelfinale erreichen und mit Hubert Hurkacz auch einen Top-100-Spieler schlagen. Mit seinem fünften Future-Titel im Einzel begann Durasovic das Jahr 2019. Nach wechselhaften Leistungen konnte er im August in Portorož in sein erstes Challenger-Finale einziehen. Gegen den Lokalmatadoren und Setzlistenersten Aljaž Bedene verlor er jedoch in zwei Sätzen. Im Oktober konnte er in die Top 300 der Weltrangliste einziehen.
Ab 2014 spielt Durasovic für die norwegische Davis-Cup-Mannschaft. Zusammen mit Casper Ruud bildet er ein erfolgreiches Duo, nachdem Norwegen lange Zeit keine erfolgreichen Spieler vorweisen konnte. Er hat eine Bilanz von 10:14 in 12 Begegnungen.

## Erfolge
| Legende (Anzahl der Siege)  |
| Grand Slam                  |
| ATP World Tour Finals       |
| ATP World Tour Masters 1000 |
| ATP World Tour 500          |
| ATP World Tour 250          |
| ATP Challenger Tour (3)     |

### Einzel

#### Turniersiege
| Nr. | Datum           | Turnier    | Belag         | Finalgegner  | Ergebnis       |
| --- | --------------- | ---------- | ------------- | ------------ | -------------- |
| 1.  | 11. Januar 2025 | Nottingham | Hartplatz (i) | Henry Searle | 7:66, 3:6, 6:1 |

### Doppel

#### Turniersiege
| Nr. | Datum            | Turnier | Belag         | Partner                | Finalgegner                     | Ergebnis  |
| --- | ---------------- | ------- | ------------- | ---------------------- | ------------------------------- | --------- |
| 1.  | 26. März 2022    | Lille   | Hartplatz (i) | Patrik Niklas-Salminen | Jonathan Eysseric Quentin Halys | 7:5, 7:61 |
| 2.  | 29. Oktober 2022 | Brest   | Hartplatz (i) | Otto Virtanen          | Filip Bergevi Petros Tsitsipas  | 6:4, 6:4  |